# Frente Unido por la Libertad
El Frente Unido por la Libertad (United Freedom Front, UFF por sus siglas en inglés) (UFF) fue una pequeña organización marxista estadounidense activa en las décadas de 1970 y 1980. Originalmente se llamaba Unidad Sam Melville/Jonathan Jackson, y sus miembros se conocieron como los 7 de Ohio cuando fueron llevados a juicio. Entre 1975 y 1984, la UFF llevó a cabo al menos 20 atentados con bombas y nueve robos a bancos en el noreste de Estados Unidos, contra edificios corporativos, juzgados e instalaciones militares. Brent L. Smith los describe como "sin duda el más exitoso de los grupos terroristas de izquierda de las décadas de 1970 y 1980". Los miembros del grupo finalmente fueron detenidos y condenados por conspiración, asesinato, intento de asesinato y otros cargos. Tom Manning murió en prisión el 30 de julio de 2019.

## Actividades

### Comienzo de la Campaña armada
El grupo fue fundado en 1975 como la Unidad Sam Melville/Jonathan Jackson, detonó una bomba en la Casa del Estado de Massachusetts con ese nombre, pero cambió su nombre por el de United Freedom Front (UFF) el mismo año. Los miembros iniciales fueron Raymond Luc Levasseur (el líder de la UFF), Tom Manning y sus respectivos cónyuges, Patricia Gros y Carole Manning. Levasseur y Tom Manning eran veteranos y ex convictos de la guerra de Vietnam. Los cuatro habían trabajado juntos en grupos de reforma penitenciaria antes de formar la UFF. Otros cuatro miembros se unieron al grupo en los años siguientes: Jaan Laaman y Barbara Curzi (otra pareja casada), Kazi Toure (nacido como Christopher King) y Richard Williams. El primer ataque del grupo fue el 4 de octubre de 1975, tres miembros del llamado Sam Melville-Jonathan Jackson Unit, (un nombre que representaba su ideología con respecto a los presos políticos). Los tres miembros del UFF robaron el Northeast Bank of Westbrook en Portland, Maine en los Estados Unidos. Intentaron huir con alrededor de $ 11,700, pero dejaron caer la mayor parte del dinero mientras huían, rescatando apenas $ 3,594. Adicionalmente, es posible que Joseph Aceto, miembro de la  Fred Hampton Unit of the People's Forces , también estuvo involucrado en este robo ya que lo afirmó y discutió detalles de sus reuniones y acciones con los perpetradores, mientras se encontraba bajo juramento, testificando como testigo del gobierno. El 12 de diciembre de 1975, tres miembros del UFF atracaron un Banco de Maine, esto en la ciudad de Augusta, Maine, atraco que no dejó heridos.
La UFF afirmó oponerse a la política exterior estadounidense en Centroamérica, así como al apartheid sudafricano. Los objetivos de la UFF incluían South African Airways, Union Carbide, IBM, Mobil, juzgados e instalaciones militares. La UFF pidió advertencias antes de todos sus bombardeos, tratando de evitar víctimas. Sin embargo, el 22 de abril de 1976, al menos 22 personas resultaron heridas en un atentado con bomba en el Palacio de Justicia del Condado de Suffolk en Massachusetts, incluido un trabajador del tribunal que perdió una pierna. Los miembros de la UFF vivían encubiertos en suburbios de clase media. En su momento se detuvo a cuatro sospechosos que fueron liberados por falta de pruebas meses después.
No fue hasta el 21 de junio de 1976 cuando miembros del UFF abandonaron explosivos en el palacio de justicia de Middlesex, en la ciudad de Lowell, Massachusetts, dejando a una persona con heridas leves. El 4 de julio el grupo atacó el primer banco de Boston, esto en la ciudad de Revere Massachusetts. El ataque daño la puerta y vidrios del banco. Al día siguiente se arresto a dos sospechosos en la ciudad de Nueva Inglaterra, sin aparente conexión. El 12 de diciembre un explosivo improvisado detonan en las instalaciones de Union Carbide, esto en el pueblo de Needham, Massachussets, dejando únicamente daños materiales. El grupo también atacó las instalaciones de Ideal Roller and Graphics Company, en Marlborough, Massachusetts dejando daños leves, esto el 12 de marzo de 1977. No fue hasta octubre de 1978 cuando el UFF clamo un doble ataque en las ciudades de Wakefield y Waltham, Massachusetts, ataques que dejaron únicamente daños materiales. El 27 de febrero de 1979, miembros del UFF detonaron explosivos en unas instalaciones de Mobil Oil Co. en el pueblo de Eastchester, Nueva York, dejando únicamente daños materiales. El ataque fue clamado por la UFF, mientras que las autoridades culparon en primer lugar a rebeldes puertorriqueños.

### Inicios de los 80's
No fue hasta el 25 de junio de 1981 miembros del UFF robaron una sucursal del New Britain Bank & Trust en el condado de New Britain, Connecticut, robando un total de $89,000 dólares. Se desconoce si hubo heridos en el asalto.
El 21 de diciembre de 1981, el agente de la Policía Estatal de Nueva Jersey, Paul Monaco, fue asesinado a tiros durante una parada de tráfico de rutina de Thomas Manning y Richard Williams. Williams disparó contra Mónaco y le disparó tres veces a quemarropa una vez que el oficial cayó.
El 2 de abril de 1982, miembros del UFF robaron las oficinas del Chittenden Trust Company en South Burlington, Vermont. Según las autoridades, más de $61,494 fueron robados, y desconociendose si alguien resultó herido en el incidente. El 25 de junio, miembros del UFF atracaron una sucursal del Syracuse Savings Bank, en Onondaga, Nueva York. No fue hasta el 16 de diciembre, el UFF realizó un doble atraco en Harrison y en Elmont, Nueva York.
No fue hasta el 23 de febrero cuando miembros del UFF asaltaron una sucursal en Utica. El 13 de mayo un dispositivo explosivo improvisado detono en el Roosevelt Army Reserve Center en Hempstead, Long Island, causando grandes daños estructurales. Veinticinco minutos antes una bomba explotó en el Centro de Reserva Naval de EE. UU. en la sección Whitestone de Queens, Nueva York, causando daños mínimos. No se produjeron víctimas en ambos incidentes y fue reivindicado por el United Freedom Front (UFF). Antes de las explosiones una mujer anónima que decía hablar por la UFF llamó la "Crisis de la Tierra Media" advirtiendo de la bomba, y se hizo una llamada similar a un establecimiento Dunkin' Donuts cerca del centro de reserva. El dispositivo fue colocado en un maletín y etiquetado como "bomba-explosivo", siendo este ataque de alta preocupación en las autoridades. A pesar de las investigaciones de las autoridades, la UFF asalto una sucursal Marine Midland en Rotterdam Dos bombas explotaron en el centro de reserva Sgt. Joseph E. Muller, en el Bronx, Nueva York, el 21 de agosto del mismo año. No se produjeron heridos a causa del incidente, pero se produjeron graves daños en el edificio y en algunos vehículos militares. El UFF dejó un comunicado en un apartado de correos del Bronx, adjudicándose la autoría del atentado.
Dos meses después del UFF asaltaron una sucursal del Onondaga Savings Bank DeWitt El 13 de diciembre miembros del UFF abandonaron explosivos improvisados en una oficina de Reclutamiento de la Armada en East Meadow, Nueva York, siendo desactivados por zapadores de la armada, y días después la UFF detonaron un explosivo de bajo poder en un edificio perteneciente a Honeywell.
El 29 de enero de 1984 la UFF detono una explosión de Motorola Corporation, en Nueva York, dos meses después el UFF clamo un ataque con explosivos contra unas oficinas de IBM en Harrison. El 26 de abril la UFF robo una sucursal del First Virginia Bank of Tidewater en Norfolk, Virginia, robándose cerca de $ 12.820 dólares. Dos meses después la UFF robaron una sucursal Sovran Bank en la misma ciudad.
Una explosión ocurrida el 22 de agosto fue clamada por las UFF, siendo contra unas oficinas de ventas de General Electric en Melville, Nueva York, dejando únicamente daños materiales. Los últimos ataques del UFF, siendo el primero a la embajada Sudafricana en Manhattan, y horas después en unas oficinas de Union Carbide en Tarrytown, Nueva York.

## Juicios y encarcelamiento
Los miembros de la UFF fueron juzgados repetidamente por varios cargos federales y estatales. En marzo de 1986, siete de ellos (los llamados "Siete de Ohio") fueron condenados por conspiración, recibiendo sentencias que van de 15 a 53 años. En 1987, los ocho miembros fueron acusados de sedición y crimen organizado. Finalmente, cinco acuerdos de culpabilidad aceptaron, se retiraron los cargos en su contra o fueron juzgados por separado, y el juicio de los tres restantes terminó en 1989 con una absolución por sedición para los tres y la absolución de Patricia Levasseur (antes Gros y ahora Rowbottom) por conspiración. y un jurado cerrado sobre los cargos sustantivos de crimen organizado. Thomas Manning y Richard Williams fueron condenados a cadena perpetua por el asesinato en 1981 del policía estatal Philip Lamonaco, y Laaman fue condenado por el intento de asesinato de dos policías estatales en 1982. El abogado defensor activista William Kunstler representó a miembros de la UFF en algunos de estos procesos.
Toure, Curzi, Gros y Carol Manning fueron liberados durante la década de 1990, y Levasseur fue liberado en noviembre de 2004. Williams murió en prisión en diciembre de 2005, Tom Manning murió en prisión en julio de 2019 y Laaman fue liberado en mayo de 2021.

## Casos legales
- Estados Unidos contra Patricia Gros: 84-CR-0222
- Estados Unidos contra Raymond Luc Levasseur y otros: 86-CR-180